# サンディア山脈
サンディア山脈(Sandia Mountains)は、すぐ北東にニューメキシコ州アルバカーキの町があり、ベルナリオ郡とサンドヴァル郡に位置するアメリカ合衆国南西部の山脈である。山脈は主としてシボラ国有林内にあり、一部はサンディア山原生地域として保護されている。また、サンディア・ピークスキー場の本拠地である。最高点はサンディア・クレストの海抜10,678フィート(3,255m)で、さらに南サンディア・ピークは9,702フィート(2,957m)の高さである。 
サンディア("Sandia")はスペイン語でスイカを意味し、一般的に日没時の山肌の赤い色を表現していると信じられている。また、西から見た時に、山脈の輪郭は長い尾根で、頂上付近の緑の球果植物門の細い区域が、緑と黒のスイカの外面を示唆している。しかしながら、ロバート・ジュリアンの著書「The Place Names of New Mexico」には、1540年にサンディア・プエブロのインディアンに遭遇したスペイン人が、そこに育っているスカッシュ（瓜の一種）をスイカと思い込み、最初にサンディアと呼んだと記されている。この本にはまた、サンディア・プエブロのインディアンは、この山を「Bien Mur」（大きな山）と呼んだと記されている。